# Amiens SC
Az Amiens Sport Club egy francia labdarúgócsapat, melynek székhelye Amiensben található. Jelenleg a Ligue 1-ben szerepel.

## Története
1901. október 6-án alapították hivatalosan a klubot. Az első 1932-es profi bajnokság bevezetéséig a legjobb csapatok közé tartozott. 1903 és 1913 között tíz alkalommal megnyerte a pikárdiai bajnokságot, 1927-ben az amatőr liga második helyén végzett, az akkori válogatottba hat játékost is adott a klub.
A professzionális liga létrehozásával a másodosztályba kapott besorolást. A klub 1952-ben amatőr alapokra helyezett mindent, az 1991-es profivá válásáig a másod- és harmadosztályban szerepelt. A 2006–2007-es idényben a klub történetének legtöbb, 69 pontját szerezve sem sikerült feljutnia az első osztályba, majd két évvel később minden idők addigi legtöbb pontjával kiesett a harmadosztályba. Ezt 2011-ben a Vannes egy ponttal megdöntötte, azaz 44 ponttal sem bírt megkapaszkodni. A nagy változást Christophe Pélissier szerződtetése hozta meg, a csapatot a 2013–14-es szezonban a harmadosztály második helyéig vezette. A Francia Profi Labdarúgóliga vezetősége azonban egyhangú szavazással úgy döntött, hogy a csapat nem indulhat a második ligában, mert nincsen megfelelő létesítménye, és hiába állapodott meg a toulouse-i rögbistadion üzemeltetőivel, az nem volt reális opció.
A 2015–2016-os szezonban a harmadik helyen végezte, ezzel feljutottak a másodosztályba. A következő szezonban az utolsó, 38. forduló előtt hat csapat is esélyes volt még a feljutásra. A második helyezett Amiens vezetést szerzett a 13. percben, de a Reims a második félidő közepén egyenlített. A hosszabbítás 6. percében Emmanuel Bourgaud lövése a hálóba ment, így az Amiens 116 éves története során először feljutott az élvonalba.

## Játékosok
2018. január 17-i  állapotnak megfelelően.
| #  |     | Poszt | Név                                                        |
| -- | --- | ----- | ---------------------------------------------------------- |
| 1  | FRA | K     | Régis Gurtner                                              |
| 2  | FRA | V     | Prince-Désir Gouano                                        |
| 3  | BEN | V     | Khaled Adénon                                              |
| 6  | FRA | KP    | Thomas Monconduit ()                                       |
| 7  | COD | CS    | Harrison Manzala                                           |
| 8  | FRA | KP    | Guessouma Fofana                                           |
| 10 | FRA | KP    | Emmanuel Bourgaud                                          |
| 11 | FRA | CS    | Jean-Luc Dompé (kölcsönben a Standard de Liège csapatától) |
| 12 | MLI | V     | Bakaye Dibassy                                             |
| 13 | FRA | CS    | Quentin Cornette                                           |
| 14 | COD | KP    | Gaël Kakuta (kölcsönben a Hopej China Fortune csapatától)  |
| 15 | SEN | CS    | Moussa Konaté                                              |
| 16 | FRA | K     | Jean-Christophe Bouet                                      |
| 17 | FRA | KP    | Mahdi Talal                                                |

| #  |     | Poszt | Név                                            |
| -- | --- | ----- | ---------------------------------------------- |
| 18 | NCL | CS    | Georges Gope-Fenepej                           |
| 19 | MAR | V     | Oualid El Hajjam                               |
| 20 | FRA | KP    | Sekou Baradji                                  |
| 21 | FRA | KP    | Charly Charrier                                |
| 23 | FRA | V     | Julien Ielsch                                  |
| 24 | FRA | V     | Mathieu Bodmer                                 |
| 25 | SEN | V     | Issa Cissokho                                  |
| 26 | CMR | KP    | Guy Ngosso                                     |
| 27 | COL | KP    | Stiven Mendoza                                 |
| 28 | CIV | CS    | Lacina Traoré (kölcsönben a Monaco csapatától) |
| 29 | NIG | CS    | Seybou Koita                                   |
| 34 | RSA | KP    | Bongani Zungu                                  |
| 35 | BRA | V     | Danilo Avelar (kölcsönben a Torino csapatától) |
| 37 | TOG | CS    | Serge Gakpé                                    |

### Kölcsönben
| # |     | Poszt | Név                                                        |
| - | --- | ----- | ---------------------------------------------------------- |
|   | FRA | V     | Jordan Lefort (kölcsönben az US Quevilly-Rouen csapatánál) |
|   | FRA | V     | Nathan Dekoke (kölcsönben az Boulogne csapatánál)          |
|   | FRA | KP    | Tanguy Ndombele (kölcsönben az Lyon csapatánál)            |

| # |     | Poszt | Név                                                             |
| - | --- | ----- | --------------------------------------------------------------- |
|   | ALG | KP    | Réda Rabeï (kölcsönben az AS Lyon-Duchère csapatánál)           |
|   | FRA | CS    | Brighton Labeau (kölcsönben az US Créteil-Lusitanos csapatánál) |
|   | GLP | CS    | Yannick Mamilonne (kölcsönben az US Quevilly-Rouen csapatánál)  |

## Sikerlista
- Division 3
  - bajnok (1): 1978

- Division d'Honneur (Nord)
  - bajnok (4): 1924, 1927, 1957, 1963

- Division d'Honneur (Pikárdia)
  - bajnok (2): 1920, 1921

- USFSA bajnokság (Pikárdia)
  - bajnok (11): 1903, 1904, 1905, 1906, 1908, 1909, 1910, 1911, 1912, 1913, 1914

- Francia kupa
  - döntős (1): 2000–01

### Korábbi játékosok
| - Fabrice Abriel - Stéphane Adam - Joël Beaujouan - Thierry Bonalair - Antoine Buron - David De Freitas - Jean-Louis Delecroix - Emmanuel Duchemin - Thibault Giresse - Stéphane Hernandez - Sébastien Heitzmann - Julien Lachuer - Arnaud Lebrun - Eric Luc Leclerc | - Jean Mankowski - Pierre Mankowski - Cyrille Merville - Olivier Pickeu - David Vairelles - Lakhdar Adjali - Titi Buengo - Fernando Casartelli - Joël Sami - Oscar Ewolo - Jean-Paul Abalo - Fahid Ben Khalfallah |

## Vezetőedzők
| - Jules Limbeck (1934–35) - Raymond Demey (1935–36) - Louis Finot (1942–43) - Kaj Andrup (1945–46) - Illiet (1946–47) - Mony Braunstein (1947–48) - André Riou (1950–51) - Édouard Harduin (1958–59) - Jean Mankowski (1959–60) - Emilien Méresse (1960–67) - Lautié (1967–68) - Emilien Méresse (1968) - André Grillon (1968–77) - Robert Buchot (1977–79) - Paul Pruvost (1979) - Robert Buchot (1979–80) - Claude Le Roy és Paul Pruvost (1980–81) - Claude Le Roy (1981–83) | - Gabriel Desmenez (1983–85) - Camille Choquier (1985–87) - Joël Beaujouan (1987–88) - Hughes Jullien (1988–92) - Patrick Parizon (1992–94) - Arnaud Dos Santos (1994–98) - René Marsiglia (1998–2000) - Victor Zvunka (2000) - Denis Troch (2000–04) - Alex Dupont (2004–06) - Ludovic Batelli (2006–08) - Thierry Laurey (2008–09) - Serge Romano (2009) - Ludovic Batelli (2009–12) - Francis De Taddeo (2012–13) - Olivier Echouafni (2013–14) - Samuel Michel (2014–15) - Christophe Pélissier (2015– |

## Magyarok a klubnál
- 1933: Kónya Ferenc
- 1934–1935: Limbeck Gyula